# Aquafresh
Aquafresh (originalmente escrito "Aqua-Fresh") é uma marca de creme dental que está à venda desde 1973. É produzido pela fabricante de produtos de saúde, a GlaxoSmithKline. Uma das suas características é o seu padrão listrado. Atualmente, as listras são vermelho, branco e azul (aqua), embora inicialmente havia apenas listras azuis e brancas.

## Ligações Externas
- Aquafresh